# Извод из књиге рођених
Извод из књиге рођених : прича о Данилу Кишу (енгл. Birth Certificate: The Story of Danilo Kiš) је биографска књига о Данилу Кишу британског есејисте Марка Томпсона (енгл. Mark Thompson), објављена 2012. године. Српско издање објављено је 2014. године у издању издавачке куће "Clio" из Београда, у преводу Мухарема Баздуља.

## О аутору
Марк Томпсон (1959) је вишеструко награђивани британски историчар и писац.

## О књизи
Извод из књиге рођених : прича о Данилу Кишу је биографска књига, студија о Кишу, једном од најзначајнијих југословенских писаца двадесетог века. Аутор је саопштио да је почео да чита Кишова дела још 1987. године и да је тада почео и да објављује њихове приказе. Боравећи у Београду 1993. године пожелео је да пише о Кишу, и од тада је почео да скупља све о Кишу и да користи сваку могућност да се среће са људима који су га познавали.
Марк Томпсон је готово две деценије проучавао Кишову заоставштину и разговарао са његовом породицом, пријатељима и поштоваоцима. Основу његовог темељног читања и разумевања Кишових дела и околности у којима су стварана чине интимно познавање пишчевог живота и регионалне историје.
Књига је у својој форми експериментална - компонована је као низ коментара на кратки Кишов аутобиографски текст под називом Извод из књиге рођених.
Чарлс Симић је у свом рецензентском тексту указао на чињеницу да је Извод из књиге рођених прва биографија и обимна критичка студија о Данилу Кишу на енглеском језику.

## Награде
Књига је уврштена је међу пет најбољих биографских издања 2013. године у САД – према избору америчког Националног удружења књижевних критичара (2013), као и награду Prix Jan Michalski (2015).